# Kevin Godley

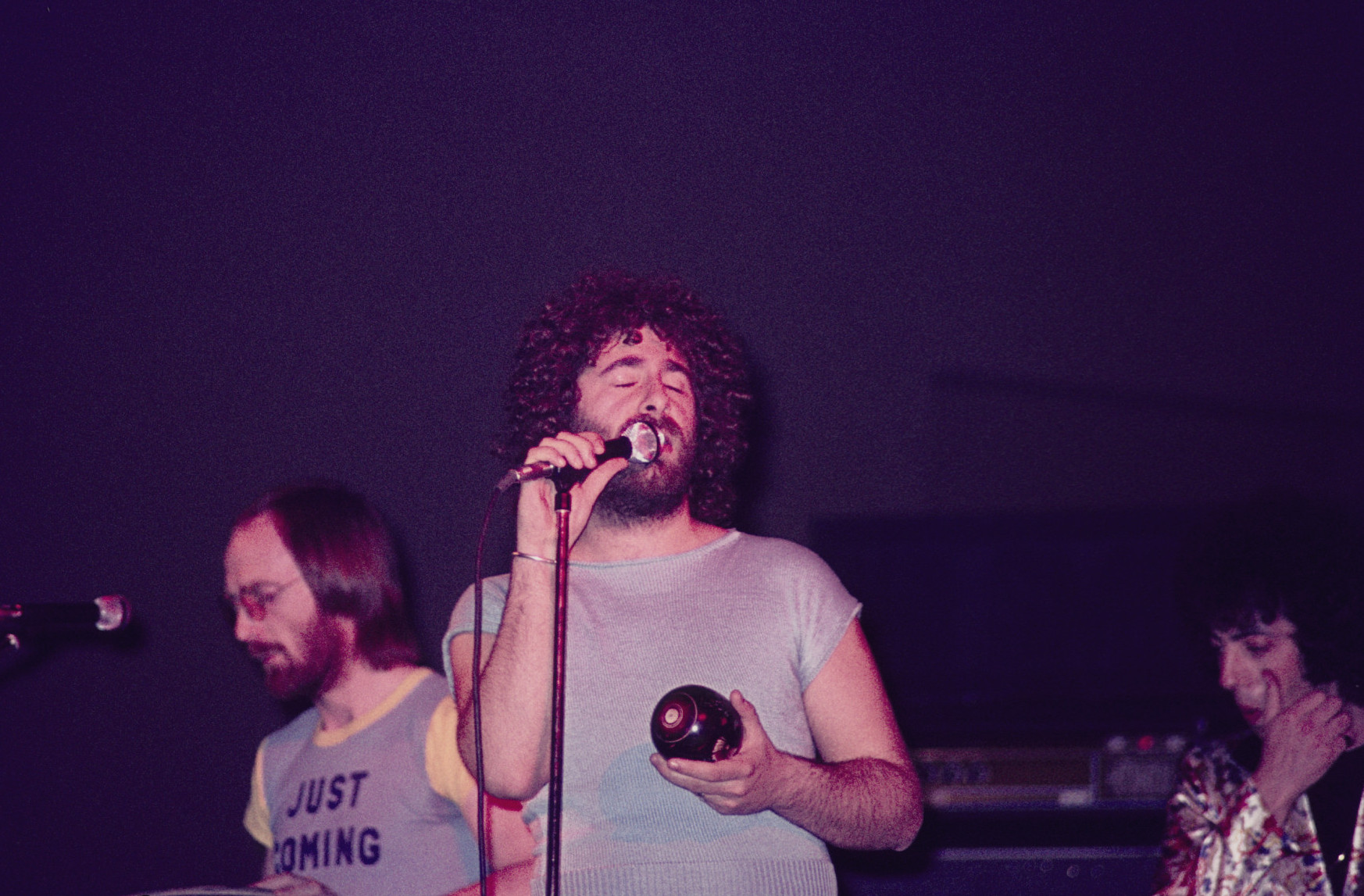
Kevin Godley, 1976

Kevin Godley (* 7. Oktober 1945 in Prestwich, Greater Manchester, England) ist ein britischer Musiker und Musikvideo-Regisseur.
Auf der Kunsthochschule lernte er Lol Creme kennen, der ebenfalls Musiker war. Zusammen spielten sie in verschiedenen Bands, unter anderem bei 10cc, und wurden später bekannt unter dem Bandnamen Godley & Creme. Die beiden arbeiteten bis ins Jahr 1988 zusammen. 1990 drehte er den Film „One World One Voice“, der die Entstehung des gleichnamigen CD-Albums schildert. Godleys Idee war, ein „chain tape“ in der Art eines Kettenbriefes zu produzieren, also mit einer musikalischen Idee zu beginnen, damit zu einem anderen Künstler zu gehen, der eine Idee hinzufügt und so weiter. Zu den mitwirkenden Künstlern gehören u. v. a.:
- Afrika Bambaataa
- Laurie Anderson
- The Chieftains
- Clannad
- Terence Trent D’Arby
- Peter Gabriel
- Bob Geldof
- David Gilmour
- Egberto Gismonti
- Eddy Grant
- Gipsy Kings
- Chrissie Hynde
- Salif Keïta
- Nusrat Fateh Ali Khan
- Milton Nascimento
- Lou Reed
- Michael Rose
- Ryuichi Sakamoto
- Sting
- Suzanne Vega

Produziert wurde das Album von Rupert Hine.

## Diskographie
10cc
- 1973: 10cc
- 1974: Sheet Music
- 1975: The Original Soundtrack
- 1976: How Dare You!

Godley & Creme
Album
- 1977: Consequences
- 1978: L
- 1979: Freeze Frame
- 1979: Music From Consequences (Kompilation)
- 1981: Ismism
- 1983: Birds Of Prey
- 1985: The History Mix Volume 1
- 1988: Goodbye Blue Sky

Singles
- 1977: Consequences
- 1978: Sandwiches Of You
- 1979: An Englishman In New York
- 1980: Wide Boy
- 1980: Submarine
- 1981: Wedding Bells
- 1981: Under Your Thumb
- 1982: Snack Attack
- 1982: Save A Mountain For Me
- 1983: Samson
- 1984: Golden Boy
- 1985: Cry / Love Bombs
- 1985: Golden Boy (Remix)
- 1987: Snack Attack (Remix)
- 1988: A Little Piece Of Heaven
- 1988: 10,000 Angels
- 1988: Interview Album

## Musikvideos
Ab 1982 produzierte er mit Lol Creme Video-Clips u. a. für The Police, Duran Duran, Frankie Goes to Hollywood, Peter Gabriel mit Kate Bush (Don’t Give Up) und Yes.